# Kirsajty (Harsz)
Kirsajty (niem. Kirsaiten) – przysiółek wsi Harsz w Polsce, w województwie warmińsko-mazurskim, w powiecie węgorzewskim, w gminie Pozezdrze.
W latach 1975–1998 miejscowość należała administracyjnie do województwa suwalskiego.

## Nazwa
28 marca 1949 r. ustalono urzędową polską nazwę miejscowości – Kirsajty, określając drugi przypadek jako Kirsajt, a przymiotnik – kirsajcki.